# GUAM
     GUAM
     Unia Europejska
     kandydaci lub państwa stowarzyszone z UE
     Euroazjatycka Wspólnota Gospodarcza (EaWG)
     kandydaci do EaWG

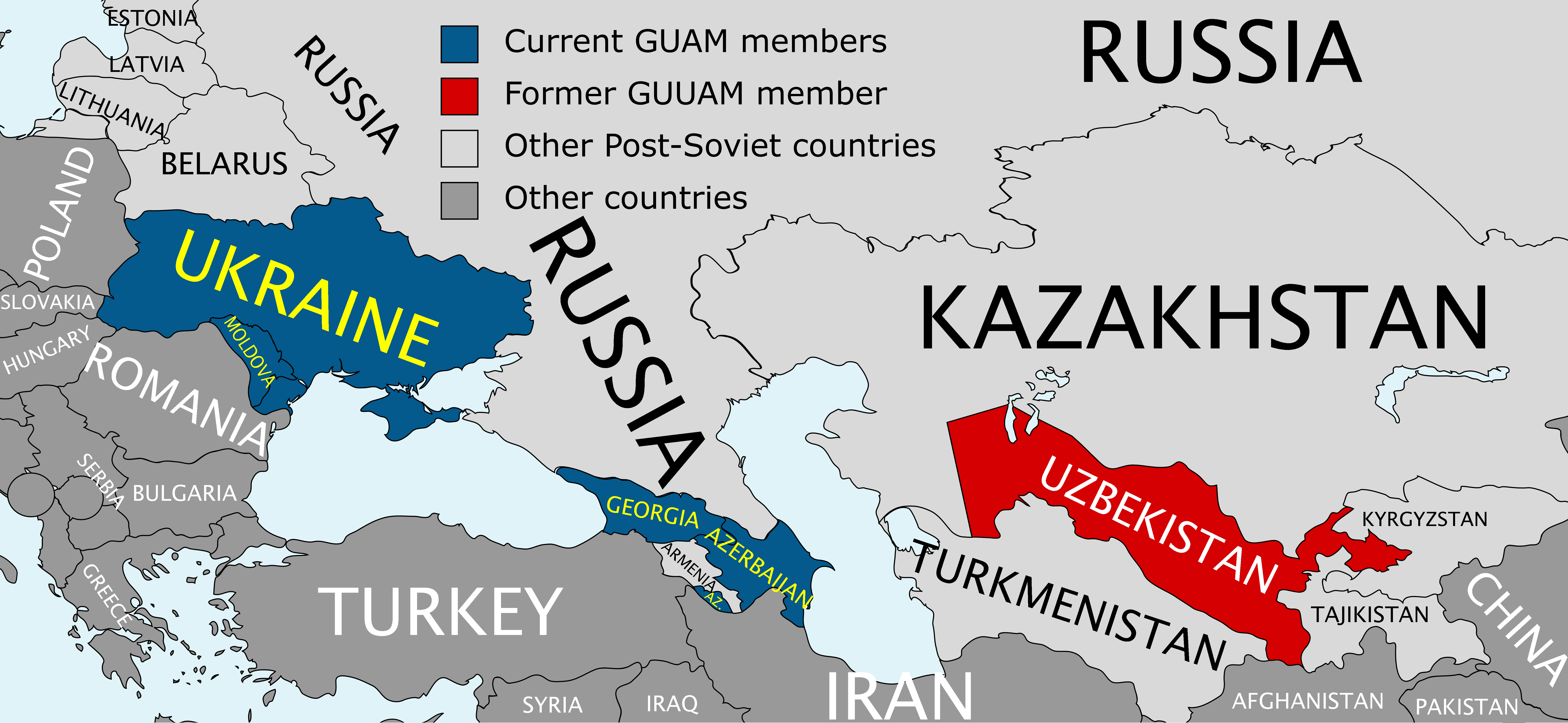
Członkowie:
od 1997
od 1997
od 1997
od 1997
w latach 1999–2005

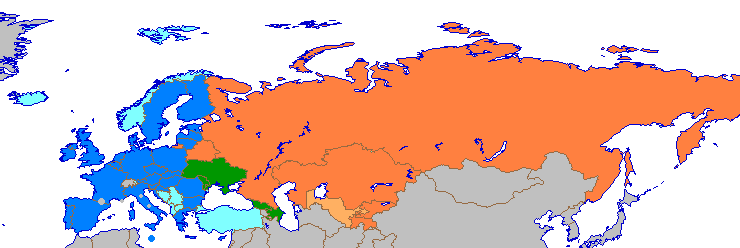
GUAM
Unia Europejska
kandydaci lub państwa stowarzyszone z UE
Euroazjatycka Wspólnota Gospodarcza (EaWG)
kandydaci do EaWG

GUAM (ukr.: ГУАМ, gruz.: სუამი), Organizacja na rzecz Demokracji i Rozwoju – regionalna organizacja międzynarodowa, zrzeszająca cztery państwa: Gruzję, Ukrainę, Azerbejdżan i Mołdawię. Jej aktualnym sekretarzem generalnym jest Altai Efendiev.

## Historia
Z inicjatywą utworzenia organizacji w regionie po raz pierwszy wystąpił były prezydent Gruzji Eduard Szewardnadze, który w roku 1994 podkreślił konieczność integracji krajów z regionu Azji Centralnej i Kaukazu ze światowym systemem ekonomicznym. Współpraca pomiędzy czterema państwami należącymi wówczas do Wspólnoty Niepodległych Państw: Gruzją, Azerbejdżanem, Ukrainą i Mołdawią rozpoczęła się w 1996 roku w Wiedniu, podczas konferencji poświęconej Traktatowi o Konwencjonalnych Siłach Zbrojnych w Europie.
10 października 1997 roku podczas szczytu Rady Europy w Strasburgu utworzono forum konsultacyjne – GUAM (skrót ten tworzyły pierwsze litery nazw państw tworzących forum).
24 kwietnia 1999 roku, podczas szczytu NATO/EAPC w Waszyngtonie do GUAM-u przystąpiło kolejne państwo – Uzbekistan, co pociągnęło za sobą zmianę nazwy na GUUAM. Uzbekistan opuścił jednak organizację 5 maja 2005.
W dniach 22–23 maja 2006 prezydenci czterech państw członkowskich GUAM podpisali deklarację dotyczącą powołania nowej organizacji pod nazwą GUAM – Organizacja na rzecz Demokracji i Rozwoju. Jej siedzibą został Kijów, a pierwszym sekretarzem generalnym prezydent Azerbejdżanu, İlham Əliyev.

## Cele współpracy
- W oficjalnej deklaracji, przyjętej podczas szczytu stwierdzono, że nowa organizacja ma na celu demokratyzację krajów członkowskich, zapewnianie ochrony praw człowieka w regionie i rozwój ekonomiczny krajów członkowskich.
- Kraje członkowskie zobowiązały się do współpracy na rzecz rozwiązania konfliktów w regionie celem zapewnienia stabilizacji i bezpieczeństwa na obszarze GUAM.
- Zapowiedziano utworzenie strefy wolnego handlu pomiędzy państwami członkowskimi oraz zapewnienie bezpieczeństwa energetycznego.
- W sferze polityki zagranicznej ogłoszono kontynuację działań zmierzających do integracji europejskiej przez umocnienie więzów z Unią Europejską, Stanami Zjednoczonymi, NATO i innymi organizacjami międzynarodowymi.